# Ліонель Бартез
Ліонель Бартез (фр. Lionel Barthez; нар. 18 травня 1967) — колишній французький тенісист.
Найвищу одиночну позицію світового рейтингу — 154 місце досяг 17 липня 1995, парну — 133 місце — 2 жовтня 1995 року.

## Титули на челленджерах

### Парний розряд: (4)
| Ранг | Рік  | Турнір                         | Покриття | Партнер        | Суперники                       | Рахунок       |
| ---- | ---- | ------------------------------ | -------- | -------------- | ------------------------------- | ------------- |
| 1.   | 1994 | Мальта                         | Ґрунт    | Радомир Вашек  | Клінтон Феррейра Елліс Феррейра | 6–2, 3–6, 6–2 |
| 2.   | 1995 | Гарміш-Партенкірхен, Німеччина | Тверде   | Нуно Маркес    | Матіас Гунінґ Дік Норман        | 7–6, 7–6      |
| 3.   | 1995 | Мальта                         | Тверде   | Маріус Барнард | Патрік Баур Томаш Анзарі        | 7–5, 6–3      |
| 4.   | 1995 | Бристоль, Велика Британія      | Трава    | Стефан Сіміан  | Сандер Гройн Арне Томс          | 7–5, 7–5      |